# فیزیولوژی محیطی

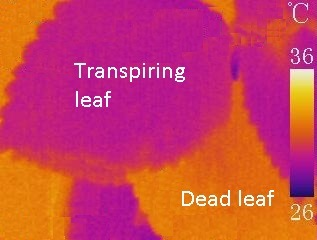
تصویر فروسرخ اهمیت تعرق را در خنک نگه داشتن برگ‌ها نشان می‌دهد.

فیزیولوژی محیطی یا اکوفیزیولوژی (از واژهٔ یونانی οἶκος , oikos, "خانه"; φύσις , physis, "طبیعت، خاستگاه"; و -λογία شناسی) یا اکولوژی فیزیولوژیک یک رشته زیست‌شناسی است که واکنش فیزیولوژی یک جاندار زنده به شرایط محیطی را مطالعه می‌کند. ارتباط نزدیکی با فیزیولوژی تطبیقی و فیزیولوژی تکاملی دارد. بیونومی (Bionomy) ابداع شدهٔ ارنست هکل گاهی به عنوان مترادف به کار می‌رود.